# جون ريبلي
جون ريبلي (بالإنجليزية: John Ripley) هو ضابط أمريكي، ولد في 29 يونيو 1939 في كيستون في الولايات المتحدة، وتوفي في 28 أكتوبر 2008 في أنابولس في الولايات المتحدة.